# Nico Porteous
Nico Porteous (n. 23 noiembrie 2001, Hamilton⁠(d), Noua Zeelandă) este un sportiv ce a reprezentat Noua Zeelandă, medaliat olimpic. A participat la o ediție a Jocurilor Olimpice (2018) în care a câștigat o medalie de bronz.

## Participări
Lista de mai jos prezintă principalele competiții la care a participat Nico Porteous de-a lungul carierei.
- Schi acrobatic la Jocurile Olimpice de iarnă din 2018 - schi half-pipe (masculin)